# 7ª edizione dello Zuiqiang femminile
La 7ª edizione dello Zuiqiang femminile è una competizione di Go taiwanese che si è disputata tra il 18 agosto e il 3 settembre 2021.

## Torneo
Il torneo prevede un tabellone principale delle vincenti, a eliminazione diretta, a cui accedono inizialmente tutte le 8 partecipanti alla competizione (7 professioniste e 1 dilettante). Le goiste sconfitte nel corso del tabellone principale accedono ai turni successivi del tabellone secondario delle sconfitte. La finale è disputata tra la vincente del tabellone principale (finale delle vincenti) e quella del tabellone secondario (finale delle sconfitte).
| Goiste                                                | Goiste             | 1º turno 18 agosto | Semifinali 20 agosto | Finale vincitrici 23 agosto | Finale 3 settembre |
| ----------------------------------------------------- | ------------------ | ------------------ | -------------------- | --------------------------- | ------------------ |
| Yu Lijun 3d                                           | Yu Lijun 3d        | Yang Zixuan N+R    | Su Shengfang B+R     | Lu Yuhua B+R                | Lu Yuhua B+R       |
| Yang Zixuan 4d                                        |                    | Yang Zixuan N+R    | Su Shengfang B+R     | Lu Yuhua B+R                | Lu Yuhua B+R       |
| Lin Yiting dil                                        | Lin Yiting dil     | Su Shengfang       | Su Shengfang B+R     | Lu Yuhua B+R                | Lu Yuhua B+R       |
| Su Shengfang 3d                                       |                    | Su Shengfang       | Su Shengfang B+R     | Lu Yuhua B+R                | Lu Yuhua B+R       |
| Dang Xijun 2d                                         | Dang Xijun 2d      | Zhang Kaixin       | Lu Yuhua B+R         | Lu Yuhua B+R                | Lu Yuhua B+R       |
| Zhang Kaixin 6d                                       |                    | Zhang Kaixin       | Lu Yuhua B+R         | Lu Yuhua B+R                | Lu Yuhua B+R       |
| Pai Xinhui 3d                                         | Pai Xinhui 3d      | Lu Yuhua B+2,5     | Lu Yuhua B+R         | Lu Yuhua B+R                | Lu Yuhua B+R       |
| Lu Yuhua 3d                                           |                    | Lu Yuhua B+2,5     | Lu Yuhua B+R         | Lu Yuhua B+R                | Lu Yuhua B+R       |
| sopra: tabellone vincenti; sotto: tabellone sconfitte |                    |                    |                      |                             | Lu Yuhua B+R       |
| Yu Lijun 3d                                           | Yu Lijun N+R       | Yu Lijun B+R       | Yu Lijun B+R         | Su Shengfang N+R            | Lu Yuhua B+R       |
| Lin Yiting dil                                        | Yu Lijun N+R       | Yu Lijun B+R       | Yu Lijun B+R         | Su Shengfang N+R            | Lu Yuhua B+R       |
| Dang Xijun 2d                                         | Pai Xinhui N+R     | Yu Lijun B+R       | Yu Lijun B+R         | Su Shengfang N+R            | Lu Yuhua B+R       |
| Pai Xinhui 3d                                         | Pai Xinhui N+R     | Yu Lijun B+R       | Yu Lijun B+R         | Su Shengfang N+R            | Lu Yuhua B+R       |
|                                                       | Yang Zixuan 4d     | Yang Zixuan N+3,5  | Yu Lijun B+R         | Su Shengfang N+R            | Lu Yuhua B+R       |
|                                                       | Zhang Kaixin 6d    | Yang Zixuan N+3,5  | Yu Lijun B+R         | Su Shengfang N+R            | Lu Yuhua B+R       |
|                                                       |                    |                    | Su Shengfang 3d      | Su Shengfang N+R            | Lu Yuhua B+R       |
| Goiste                                                | 1º turno 20 agosto | 2º turno 23 agosto | Semifinali 25 agosto | Finale sconfitte 27 agosto  | Finale 3 settembre |

Nel corso del secondo turno del tabellone delle perdenti è stata disputata, il 23 agosto 2021, la partita professionistica più lunga: Yang Zixuan 4p, giocando con Nero, ha vinto di 3,5 punti contro Zhang Kaixin 6p in 431 mosse.